# Sabrina P. Ramet
Sabrina P. Ramet (London, 26. lipnja 1949. kao Pedro Ramet) je profesorica političkih znanosti u Norveškoj na Sveučilištu u Trondheimu

## Životopis
Sabrina Ramet je dobila 1966. američko državljanstvo, diplomirala je na Sveučilištu Stanford 1971. godine filozofiju, potom je odslužila vojni rok od 1971. – 1975. godine. Već u dobi od 10 godina primijetila je svoju ženstvenost, od 1989. godine je službeno žena.
Kasnije stiče magisterij na području međunarodnih odnosa na Sveučilištu Arkansas, doktorira političke znanosti na kalifornijskom Sveučilištu u Los Angelesu 1981. Potom je predavala na sveučilištu Washington prije nego što je promijenila posao, državu i kontinent i počela predavati u Norveškoj 2001. godine. Autorica je jedanaest knjiga, od kojih je šest prevedeno na hrvatski jezik.

## Djela
- "Čija demokracija?: nacionalizam, religija i doktrina kolektivnih prava u srednjoj i jugoistočnoj Europi nakon 1989. godine", Alinea, Zagreb, 2001., ISBN 953-180-084-7
- "Postkomunistička Europa i tradicija prirodnog prava", Alinea, Zagreb, 2004., ISBN 953-180-123-1
- "Balkanski Babilon: raspad Jugoslavije od Titove smrti do Miloševićeva pada", Alinea, Zagreb, 2005., ISBN 953-180-127-4
- "Demokratska tranzicija u Hrvatskoj: transformacija vrijednosti, obrazovanje i mediji: zbornik radova", Alinea, Zagreb, 2006., ISBN 953-180-133-9
- "Nezavisna Država Hrvatska: 1941. – 1945.: zbornik radova", Alinea, Zagreb, 2009., ISBN 978-953-180-155-3
- "Tri Jugoslavije, Izgradnja države i izazov legitimacije 1918. – 2005.", Golden marketing-Tehnička knjiga, Zagreb, 2009., ISBN 978-953-212-323-4